# Augher
Augher är en ort i Storbritannien.   Den ligger i riksdelen Nordirland, i den västra delen av landet, 600 km nordväst om huvudstaden London. Augher ligger 59 meter över havet och antalet invånare är 399.
Terrängen runt Augher är platt norrut, men söderut är den kuperad. Augher ligger nere i en dal. Runt Augher är det glesbefolkat, med 19 invånare per kvadratkilometer. Närmaste större samhälle är Fintona, 13,1 km nordväst om Augher. Trakten runt Augher består i huvudsak av gräsmarker.